# بخش جیائوچنگ
بخش جیائوچنگ (به لاتین: Jiaocheng District) یک منطقهٔ مسکونی در چین است که در نینگده واقع شده‌است.